# Mutinerie de la Prison de Serkadji
 (septembre 2011).
Si vous disposez d'ouvrages ou d'articles de référence ou si vous connaissez des sites web de qualité traitant du thème abordé ici, merci de compléter l'article en donnant les références utiles à sa vérifiabilité et en les liant à la section « Notes et références ».
La Mutinerie de la prison de Serkadji a eu lieu entre le 21 et le 23 février 1995, environ les deux tiers des 1 500 prisonniers détenus dans cette prison de haute sécurité à Alger (Algérie), ont été accusés ou condamnés pour terrorisme.

## Historique
La prison de Serkadji est située à Alger. En 1995, l'essentiel des 1 500 détenus sont des islamistes accusés d'actes terroristes, dont une douzaine sont des dirigeants du mouvement. Par ailleurs, Lambarek Boumaarafi qui a assassiné le président Mohammed Boudiaf en 1992 y est incarcéré.
Le catalyseur à la mutinerie est l'évasion de prisonniers aidé par quatre gardiens. Pendant la tentative d'évasion quatre gardes et un prisonnier sonté tués. Dans la matinée du 21 février, un petit groupe a tenté de s'échapper, ayant reçu quatre fusils et des grenades par un gardien de prison nommé Hamid Mebarki. Après avoir tué quatre gardes de la prison, ils ont commencé à ouvrir les portes des cellules, et les prisonniers ont rapidement commencé une mutinerie. Ils ont cherché à négocier avec les autorités pour des garanties de la sécurité de ces prisonniers qui n'avaient pas pris part à l'assassinat des gardes; les autorités ont considéré la négociation inappropriée et leur ont ordonné de retourner dans leurs cellules. À la mi- après-midi, les forces de sécurité ont pris d'assaut la prison; les tirs et bruits de grenades ont continué jusqu'à environ 11 heures le lendemain. Certains groupes des droits de l'Homme affirment que le gouvernement avait exécuté des prisonniers après les avoir arrêté sans résistance à une procédure régulière et tiré sur les blessés.
Après que les forces de sécurité eurent échoué en petits groupes, ils ont tué 96 prisonniers, tout en essayant de réprimer la mutinerie qui en résulte.
Une enquête sur l'incident a été menée en Mars par un organisme officiel des droits de l'Homme, l'Observatoire National des Droits de l'Homme, qui a soutenu le ministre de la Justice compte. Huit personnes ont été plus tard condamné à mort pour leurs rôles dans la tentative d'évasion.